# Dacryophyllum falcifolium
Dacryophyllum falcifolium là một loài Rêu trong họ Hypnaceae. Loài này được Ireland mô tả khoa học đầu tiên năm 2004.